# Hujica golica
Hujica golica (lat. Gymnammodytes cicerelus) riba je iz porodice Ammodytidae. Kod nas se naziva i huljica. To su male duguljaste ribe, koje narastu do 18 cm. Na tijelu nema ljuske osim na području oko repa, boje je zlatno smeđe ili zelenkaste na leđima, trbuh joj je srebrenkast, a glava najčešće tamno modra. Rep joj je dobro razvijen i brz je i okretan plivač. Živi u jatima koja žive nad dnom na dubinama od 20 - 70 m. Rijetko se sreće kod nas, a glavna odlika im je zakopavanje u pijesak, što koristi kao zaklon. Iako nema veze s jeguljama, nazivaju je mediteranskom pješčanom jeguljom.

## Rasprostranjenost
Huljica se može naći po cijelom Mediteranu, uključujući i Crno more, a također i na istočnom dijelu Atlantika, od Portugala na sjeveru, pa do Angole na jugu.

## Poveznice
|  | Zajednički poslužitelj ima još gradiva o temi Hujica golica |
|  | Wikivrste imaju podatke o taksonu Hujica golica             |